# USS Hartford (1858)
Pour les autres navires du même nom, voir USS Hartford.
L’USS Hartford était un sloop de l’US Navy, le premier à porter le nom d'Hartford, la capitale du Connecticut.
Il fut lancé le 22 novembre 1858 et commença sa carrière militaire le 27 mai 1859 avec le capitaine Charles Lowndes. Le bateau participa à l'esquadre de l'Est Indien, à la Guerre de Sécession avec la bataille de La Nouvelle-Orléans et le siège de Vicksburg. En 1945, le navire est finalement classé monument historique mais il coulera alors qu'il était amarré le 20 novembre 1956.